# Henry Clay Frick
Henry Clay Frick (West Overton, 19 de desembre de 1849 - Ciutat de Nova York, 2 de desembre de 1919) va ser un empresari estatunidenc d'èxit i mecenes, conegut pels crítics com "l'home més odiat d'Amèrica". El web Portfolio.com va anomenar Frick "un dels pitjors executius en cap dels Estats Units de tots els temps".